# DnaA
DnaA è una proteina presente nei procarioti che promuove la denaturazione del DNA nel sito oriC, durante la replicazione.
La formazione del complesso oriC/DnaA e la denaturazione del DNA richiedono l'idrolisi dell'ATP.
L'origine di replicazione di Escherichia coli, nota come oriC, consiste di ripetizioni di una sequenza di tredici nucleotidi seguite da ripetizioni di una sequenza di nove. La DnaA è una proteina deputata al riconoscimento e al legame alle ripetizioni da nove, legame che induce l'avvolgimento del DNA intorno alla proteina stessa a formare un core proteico. Questo avvolgimento favorisce l'accessibilità alla regione ricca in AT (presente nelle ripetizioni da tredici), permettendo così ad enzimi ed altri fattori di legarsi ed avviare la replicazione.